# Nacho Casanova (football)
Pour les articles homonymes, voir Nacho Casanova et Casanova (homonymie).
Ignacio Díaz Casanova Montenegro, surnommé Nacho Casanova, né le 4 février 1987, est un footballeur espagnol évoluant actuellement au poste d'attaquant au SV Horn.

## Biographie
Il joue 15 matchs en deuxième division espagnole avec le club de Las Palmas, et 29 matchs en première division autrichienne avec l'équipe du SV Ried.